# 乌克兰裔美国人
乌克兰裔美国人（羅馬化：Ukrayins'ki amerykantsi ）是具有乌克兰血统的美国人。根据美国人口普查估计，在2019年美国共有1,009,874名乌克兰裔美国人，占美国总人口的0.3%。美国是乌克兰裔在前东方集团之外人口第二多的国家，仅次于加拿大。根据2000年美国人口普查，乌克兰裔美国人最多的的都市区为：纽约市，16万人；费城，60,000人；芝加哥，46,000人；洛杉矶，34,000人；底特律，33,000人；克利夫兰，26,000人；和印第安纳波利斯，19,000人。  乌克兰裔美国人的数量在2018年超过了100万。 

## 历史

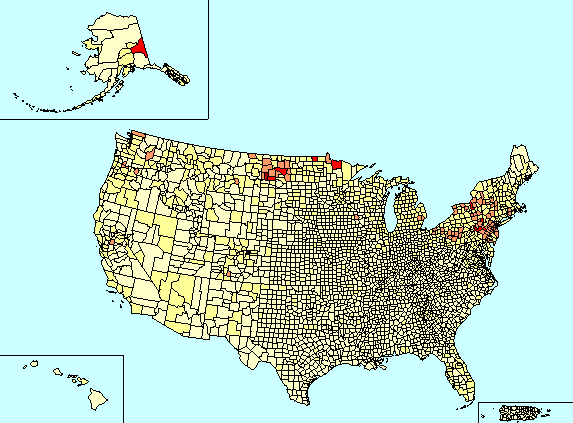
乌克兰裔美国人在人口中的分布，数据来自于2000年人口普查。

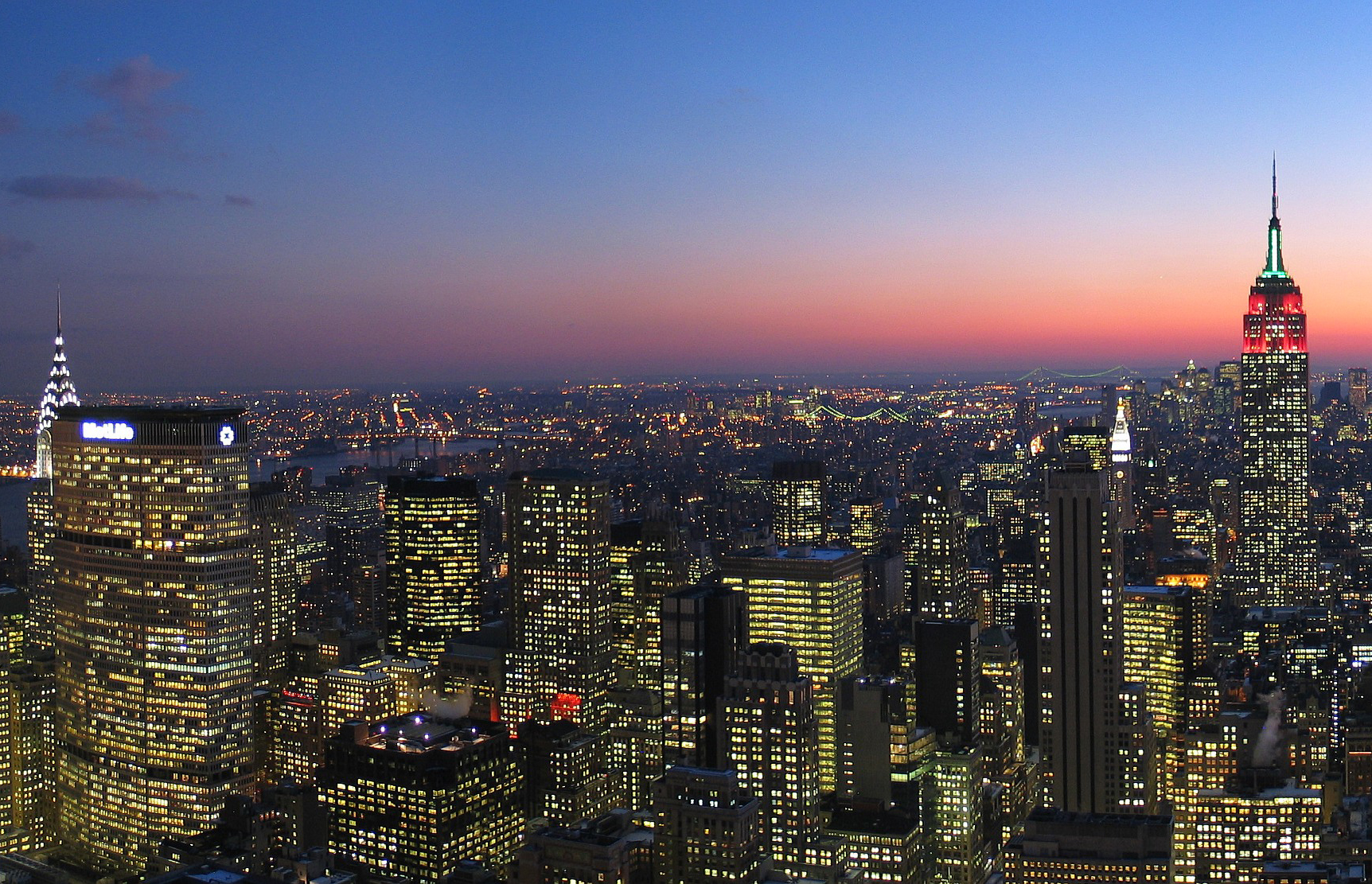
纽约市都会区，包括纽约布鲁克林的布莱顿海滩和新泽西州卑尔根县的费尔草坪，是迄今为止美国最大的乌克兰人口的聚集地

第一位到达美国的乌克兰移民伊万·博丹在1607年与约翰·史密斯一同航行到了詹姆斯敦殖民地。博丹在1593年至1606年的土耳其长期战争期间遇到了与土耳其人作战时被俘虏，而后经过乌克兰，罗马尼亚，匈牙利等国家逃离的史密斯船长。然而在他之后，直到1880年代乌克兰裔才开始大规模移民到美国。
从1955年到1965年，为了纪念1932年至1933年乌克兰大饥荒的受害者，人们建成了新泽西州南界布鲁克的圣安德鲁纪念教堂
乌克兰裔移民的最大浪潮出现在1991年苏联解体之后的1990年代初。其中大量的移民是乌克兰犹太人和乌克兰新教徒。最新的移民潮中的许多乌克兰人定居在大城市和地区中心，在各地形成了民族飞地。此外，鉴于加拿大有着大量的乌克兰裔人口，许多乌克兰裔美国人也来自于加拿大。
居住在新泽西州北部和美国东北部其他地区的乌克兰裔美国人长期以来都在政治上就乌克兰相关问题发声，经常前往华盛顿特区表达他们的担忧。  

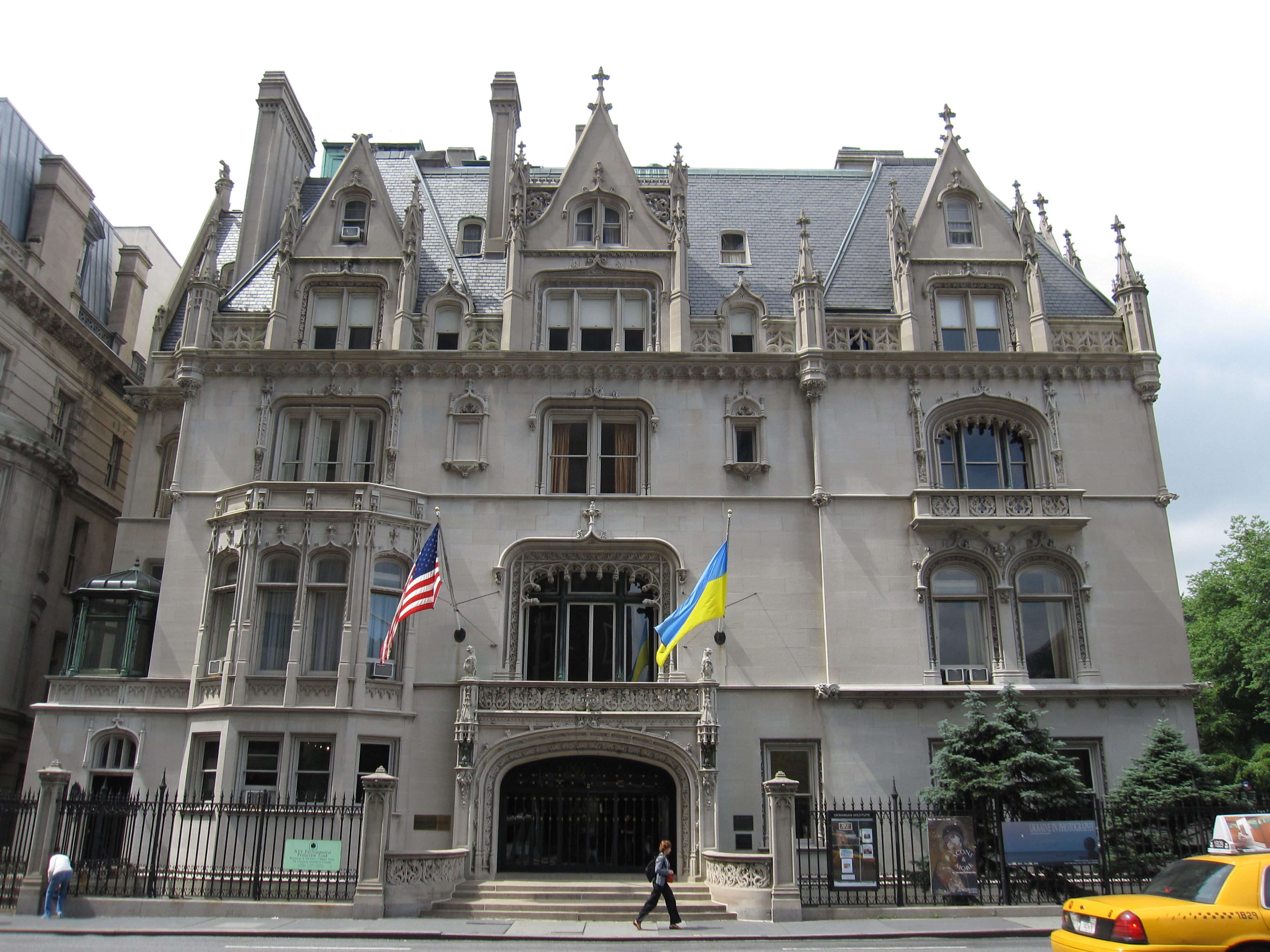
美国乌克兰学院，位于纽约市曼哈顿第五大道

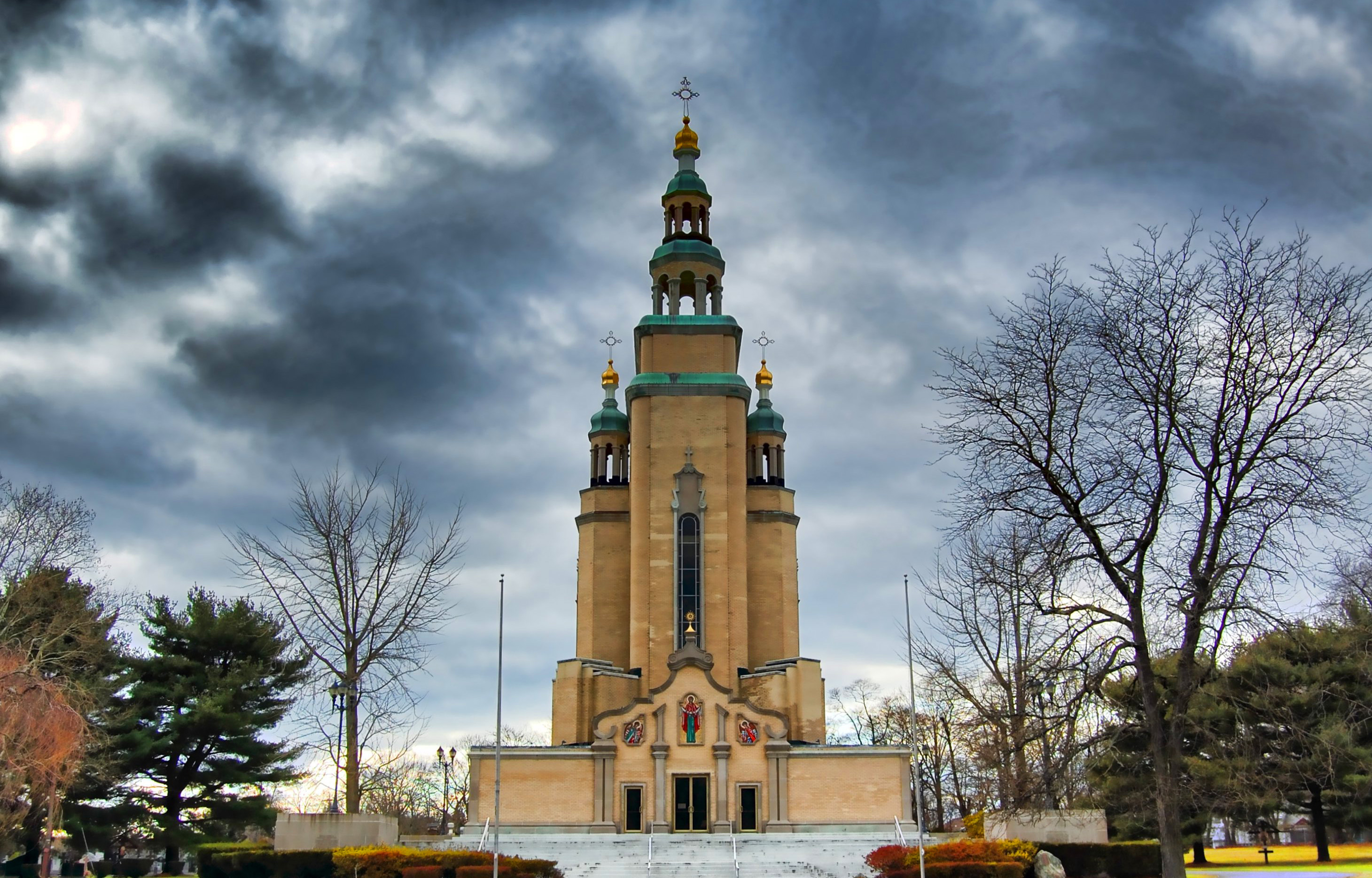
新泽西州南界布鲁克的圣安德鲁纪念教堂是为了纪念大饥荒的受害者而建造的，并且是美国乌克兰东正教教堂的总部

截至2000年美国人口普查，有892,922名美国人拥有全部或部分乌克兰血统。由于历史上接收的乌克兰移民人数最多，纽约市大都市区有着迄今为止美国最大的乌克兰社区。 
乌克兰裔人口最多的美国州如下：
| 州份         | 数量    |
| ------------ | ------- |
| 纽约         | 148,700 |
| 宾夕法尼亚州 | 122,291 |
| 加利福尼亚州 | 83,125  |
| 新泽西州     | 73,809  |
| 俄亥俄州     | 48,908  |
| 伊利诺伊州   | 47,623  |

其中在乌克兰出生的总人数超过275,155名居民。 

### 乌克兰出生人口
自2010年以来在美国的乌克兰出生人口： 
| 年份 | 数量     |
| ---- | -------- |
| 2010 | 326,493  |
| 2011 | ▲340,468 |
| 2012 | ▲342,971 |
| 2013 | ▲345,187 |
| 2014 | ▼332,145 |
| 2015 | ▲345,620 |
| 2016 | ▲347,759 |

### 乌克兰裔人口比例高的美国社区
声称拥有乌克兰血统的人口比例最高的前 20 个美国社区是： 
1. 宾夕法尼亚州，卡斯镇 （舒尔基尔县） 14.30%
2. 北达科他州，贝尔菲尔德 13.60%
3. 宾夕法尼亚州，古利奇镇 12.70%
4. 宾夕法尼亚州，吉尔伯顿 12.40%
5. 北达科他州，威尔顿 10.30%
6. 纽约州，兰伯兰 9.90%
7. 宾夕法尼亚州，圣克莱尔 8.80%
8. 华盛顿州，肥皂湖 8.10%
9. 宾夕法尼亚州，弗拉克维尔 7.60%
10. 宾夕法尼亚州，奥利芬特与挪威镇 7.00%
11. 宾夕法尼亚州，霍茨代尔 6.90%
12. 宾夕法尼亚州，和谐镇（比佛县）和纽约州，科尔洪科森  6.70%
13. 宾夕法尼亚州，巴登和麦卡杜 5.90%
14. 宾夕法尼亚州，布兰奇市和爱荷华州，波斯特维尔 5.70%
15. 宾夕法尼亚州，伍德沃德镇，克利菲尔德县和北安普顿 5.60%
16. 纽约州，沃伦和俄勒冈州，独立镇 5.50%
17. 宾夕法尼亚州，西里奇堡 5.40%
18. 宾夕法尼亚州，安布里奇，卡梅尔山镇和俄亥俄州帕尔马 5.30%
19. 宾夕法尼亚州，福特城 5.20%
20. 宾夕法尼亚州，比格勒镇与克莱恩镇 5.10%
21. 俄亥俄州，梅菲尔德高地 3.4%

### 在乌克兰出生的居民比例最高的美国社区
在乌克兰出生的居民比例最高的前 20 个美国社区是： 
1. 三角洲路口，阿拉斯加 16.4%
2. 德尔塔纳, 阿拉斯加 8.4%
3. 西好莱坞，加利福尼亚 7.8%
4. 兰伯兰，纽约 6.3%
5. 北摩西湖，华盛顿 6.0%
6. 肥皂湖，华盛顿 6.0%
7. 波斯特维尔，爱荷华 5.9%
8. 韦伯斯特，纽约 4.8%
9. 和平谷，华盛顿 4.8%
10. 派克斯维尔，马里兰 4.5%
11. 克洪克森，纽约 3.9%
12. 北海兰兹，加利福尼亚 3.6%
13. 兰乔科尔多瓦，加利福尼亚 3.3%
14. 飞山，宾夕法尼亚 3.2%
15. 韦弗利，内布拉斯加 3.2%
16. 费尔草坪，新泽西 3.1%
17. 布法罗格罗夫，伊利诺伊 2.8%
18. 费斯特维尔-特雷沃斯，宾夕法尼亚 2.6%
19. 斯莫尔伍德，纽约 2.5%
20. 索尔维市，纽约 2.5%
21. 北港，佛罗里达 2.4%

## 更多阅读
- Bohachevsky-Chomiak, Martha. . Washington: Catholic University of America Press. 2018  [2021-09-27]. ISBN 9780813231594. （原始内容存档于2021-11-05）.
- Fedunkiw, Marianne P. "Ukrainian Americans." in Gale Encyclopedia of Multicultural America, edited by Thomas Riggs, (3rd ed., vol. 4, Gale, 2014), pp. 459-474. online （页面存档备份，存于）
- Lushnycky, Alex. Ukrainians of Greater Philadelphia (2007), ISBN 978-0-7385-5040-4
- Kuropas,  Myron B.Ukrainians of Chicagoland (2006), ISBN 0-7385-4099-4
- Wichar, Nancy Karen. Ukrainians of Metropolitan Detroit (2010), ISBN 978-0-7385-7716-6